# 马子华
马子华（1912年—1996年），原名钟汉，字子华，从事文学创作，以马子华为笔名。洱源县人，生于昆明。其父是白族，母亲是汉族。1929年到1931年，他在宜良县立中学任教时，即注意搜集民间文学作品，共搜集民歌二千三百多首、民间传说故事四、五十篇。1936年与鲁迅等签署《中国文艺工作者宣言》。1937年被国民党逮捕。
抗战前他的作品有《颠沛》(中篇小说)、《坍塌古城》(诸集)、《路线》(短篇小说集)、《骗山之夜》(长诗，每月诗歌社出版)、《他的子民们》(长篇小说)，还撰写了《国学散论》和《诗经的社会研究》两个论文集。
抗战时期他参加“中华文艺界抗敌协会昆明分会”的宣传、组织工作，井创作和出版了《飞鹰旗》(短篇小说集)、《丛莽中》  (短篇小说集)、《滇南散记》(散文、短篇小说集)，长篇小说《大后方》被查禁。
1949年参加卢汉的云南自救会。1952年到陆良参加土改。1957年加入中国作家协会。中共建政后的作品有《雨林游踪》等，但质量已大不如前。